# Troutville (Virgínia)
Troutville é uma cidade  localizada no estado norte-americano de Virginia, no Condado de Botetourt.

## Demografia
Segundo o censo norte-americano de 2000, a sua população era de 432 habitantes.
Em 2006, foi estimada uma população de 425, um decréscimo de 7 (-1.6%).

## Geografia
De acordo com o United States Census Bureau tem uma área de
2,3 km², dos quais 2,3 km² cobertos por terra e 0,0 km² cobertos por água.

## Localidades na vizinhança
O diagrama seguinte representa as localidades num raio de 12 km ao redor de Troutville.